# شهرستان گنوا (آلاباما)
شهرستان گنوا، آلاباما (به انگلیسی: Geneva County, Alabama) شهرستانی در ایالات متحده آمریکا است که در آلاباما واقع شده‌است.

## خصوصیات
شهرستان گنوا ۱٬۴۹۹٫۶۱ کیلومترمربع مساحت دارد.